# Megaprojekt

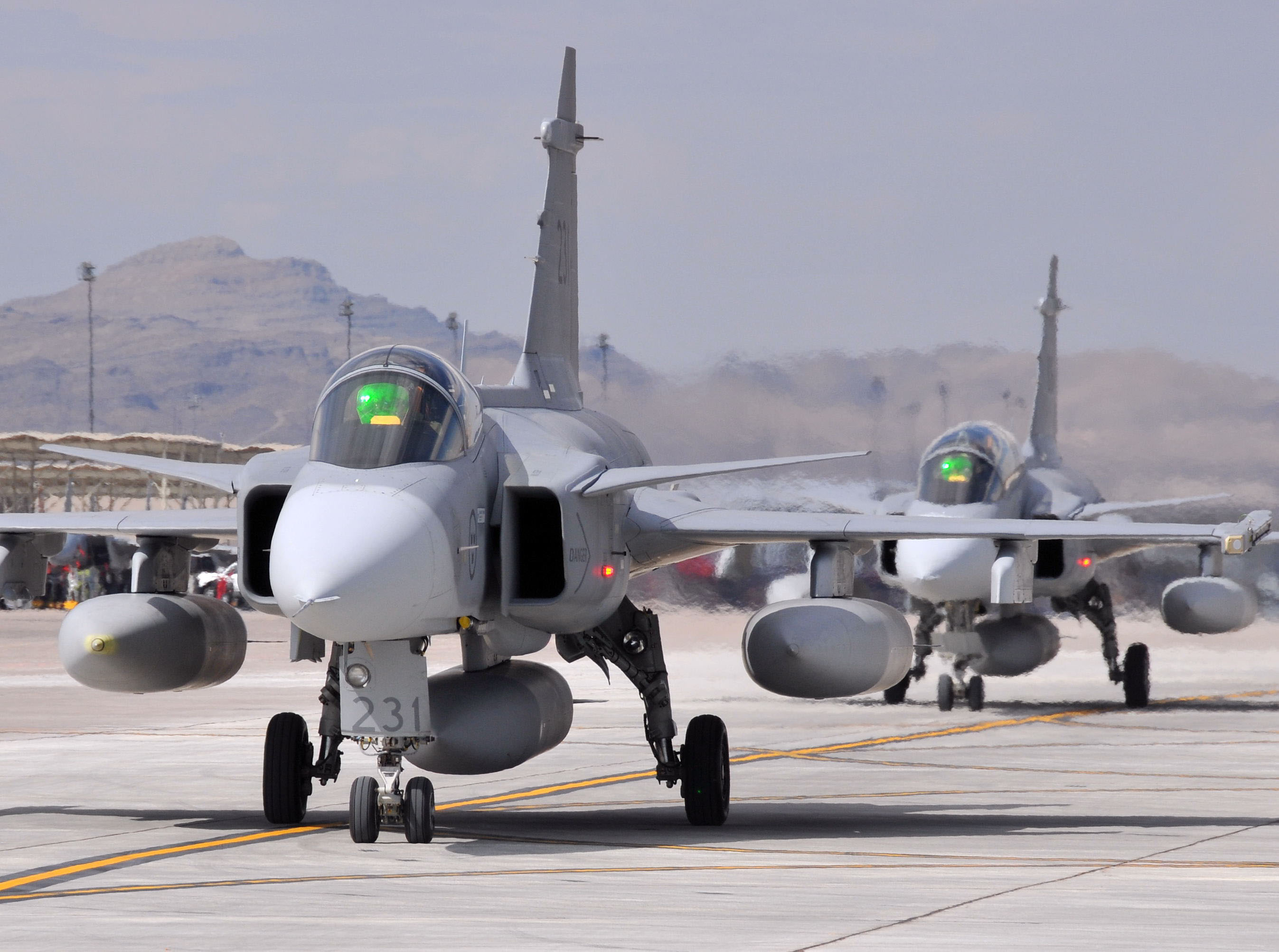
Jas-projektet är Sveriges enskilt största industrisatsning någonsin.

Ett megaprojekt är ett mycket stort byggprojekt, i flermiljardklassen i kostnader. Internationellt brukar man tala om projekt med mer än 1 miljard dollar (6 miljarder kronor) i budget. Vissa byggprojekt kostar/har kostat ett antal tiotals miljarder kronor. Förr i tiden var byggkostnaderna lägre i siffror på grund av inflation, så gränsen får vara lägre.

## Exempel i Sverige
På senare år har flera stora järnvägsprojekt byggts eller startats. Järnvägsbyggen blir stora i budget eftersom man helst bygger en hel järnväg på ett fåtal år, då byggda sträckor är till måttlig nytta innan allt är klart. Vägar däremot byggs ofta bit för bit i mindre projekt.

### Byggda
- Jas-projektet (120+ miljarder kr, första flygning 1988 och i aktiv tjänst 1996)
- Öresundsbron (20 miljarder kr, klar 2000)
- Botniabanan (15 miljarder kr, klar 2010)
- Citytunneln, Malmö (9 miljarder kr, klar 2010)
- Södra Länken (8 miljarder kr, klar 2004)
- Ådalsbanan (6,6 miljarder kr, klar 2012)
- Norra Länken, Stockholm (troligen 11,2 miljarder kr, klar 2017)
- Hallandsåstunneln (troligen 10,5 miljarder kr, klar 2015)[1]
- Göteborg-Trollhättan, Motorväg E45/Järnväg Norge/Vänerbanan (troligen 10 miljarder kr, klar 2012)
- Citybanan, Stockholm (klar 2017)

### Under byggnad
- ESS, Lund (drygt 14 miljarder kr, med en årlig driftskostnad om runt 900 miljoner kr, klar 2018-2019)
- Förbifart Stockholm

### Planerade (av regeringen)
- Västlänken
- Ostlänken
- Norrbotniabanan
- Götalandsbanan

## Exempel utanför Sverige

### Byggda
- Stora Bältbron
- Kanaltunneln
- Gardermoen flygplats, Oslo
- Suvarnabhumiflygplatsen, Bangkok
- Qingzang-järnvägen
- A20 (motorväg, Tyskland)
- Gotthardbastunneln (klar 2017)